# It's a Long Way to the Top (If You Wanna Rock 'n' Roll)
«It's A Long Way To The Top (If You Wanna Rock 'n' Roll)» es una canción de la banda australiana de hard rock AC/DC. 
fue escrita por Angus Young, Malcolm Young y Bon Scott. Musicalmente, la canción se destaca por la combinación de gaita con un sonido hard rock de guitarras eléctricas, batería y bajo. La letra habla sobre los peligros que atraviesa una banda para llegar a ser famosa.
Una versión ligeramente más corta de la canción es también la primera pista en la versión internacional de High Voltage, publicado en mayo de 1976 en Estados Unidos y Europa. Esta versión original fue remasterizada en 2003 en el lanzamiento del CD "High Voltage Remaster".
Esta canción también está en el CD del box set Bonfire, lanzado en 1997. 
Esta canción es la firma del legendario Bon Scott. El actual vocalista de AC/DC Brian Johnson nunca canta esta canción, por respeto a su predecesor Bon Scott.

## Letra
La canción trata acerca de las tribulaciones de la utilización de rock 'n' roll como un vehículo para el éxito. La letra refleja la vista de una pequeña banda en su camino hacia el éxito.

## Música
La canción se basa en la voz de Bon Scott cantando sobre el riff de Malcolm Young hasta el estribillo donde se detiene el riff, y vuelve a empezar en el solo de gaita y guitarra de Bon Scott y Angus Young, hasta el segundo estribillo, para retomar en el solo del final.

## Personal
- Bon Scott - voz, gaita. + (1946 -1980)
- Angus Young - guitarra. (1955 - presente)
- Malcolm Young - guitarra rítmica, coros. + (1953 - 2017)
- Mark Evans - bajo, coros. (1956 - presente)
- Phil Rudd - batería. (1954 - presente)

## Video
El video musical de It's a Long Way to the Top (If You Wanna Rock 'n' Roll) fue filmado el 23 de febrero de 1976 por el programa musical australiano Countdown. En el mismo se observan a la formación de esa época de AC/DC (Bon Scott, Angus Young, Malcolm Young, Mark Evans, Phil Rudd) y a Alan Butterworth, Les Kenfield y Kevin Conlon de Rats of Tobruk Pipe Band en la parte posterior de un camión. El video fue dirigido por Paul Drane y el único camarográfo fue David Olney. Otra versión del video fue filmada el mismo día en una plaza de Melbourne.

## Popularidad
En mayo de 2001, la Australasian Performing Rights Association (APRA) celebró su 75 aniversario al nombrar a los mejores canciones australianas de todos los tiempos, según lo decidido por un panel de 100 miembros de la industria, "It's A Long Way To The Top (If You Wanna Rock 'n' 'Roll)" se situó como la novena canción en la lista.

## Versiones
Realizado por:
- @raise_my_kilt en el Live Radio Sessions take#1 (2018)
- Jack Black Escuela de rock (2003)
- Pat Boone In a Metal Mood: No More Mr. Nice Guy (1997)
- Dead Moon Destination X (1999)
- Dropkick Murphys The Singles Collection, Vol. 2 (2005)
- Electric A Tribute to AC/DC (2006)
- John Farnham Age of Reason (1990)
- John Farnham y Tom Jones - Together in Concert (2005)
- Iced Earth (Tribute to the Gods (2002)
- Lemmy Cover Me In '80s Metal (Fantastic Price Records, 2006)
- The Meanies Fuse Box – An Alternative Tribute (1995)
- Melbourne Ukulele Kollective, ABC-TV Spicks and Specks (2006)
- Motörhead Thunderbolt: A Tribute to AC/DC (1998)
- Nantucket Long Way to the Top (1980)
- Rawkus AC/DC: Hometown Tribute (2002)
- Sandra Weckert Bar Jazz (2003)
- The Wiggles The Andrew Denton Breakfast Show - Musical Challenge (2000)
- Lucinda Williams (Little Honey (2008)
- Eric Fish Gegen den Strom (2007, como Ein langer Weg en alemán)
- Gurt (Volume 1, 2011)